# Thor Lange (ingenjör)
Thor Johan Herman Lange, född 12 juli 1887 i Jakob och Johannes församling, Stockholm, död 19 november 1969 i Engelbrekts församling, Stockholm, var en svensk ingenjör.
Lange studerade vid Tekniska skolan i Stockholm och bedrev specialstudier inom motorområdet. Han blev ritare vid Nya AB Atlas 1910, var konstruktör vid Bergsunds Mekaniska Verkstad och Fritz Egnell 1912–1918 och ritkontorschef vid Pentaverken i Skövde 1918–1921. Han bedrev konsulterande ingenjörsverksamhet inom motorbranschen 1921–1926 och var då anlitad av bland annat Telegrafstyrelsen, Vattenfallsstyrelsen och Stockholms bryggerier för utredning av frågor rörande motorfordon. År 1926 anställdes han som bussingenjör vid AB Stockholms Spårvägar och blev överingenjör vid bolagets garageanläggning i Hornsberg 1938.
Lange var även verksam som författare på motorområdet och utgav handböcker om körning och skötsel av motorbåtar, motorcyklar och automobiler samt var medarbetare i flera motortekniska tidskrifter. Han medverkade även i ett flertal kommittéer som sakkunnig i motorfrågor.